# ヤマハ・FZ750

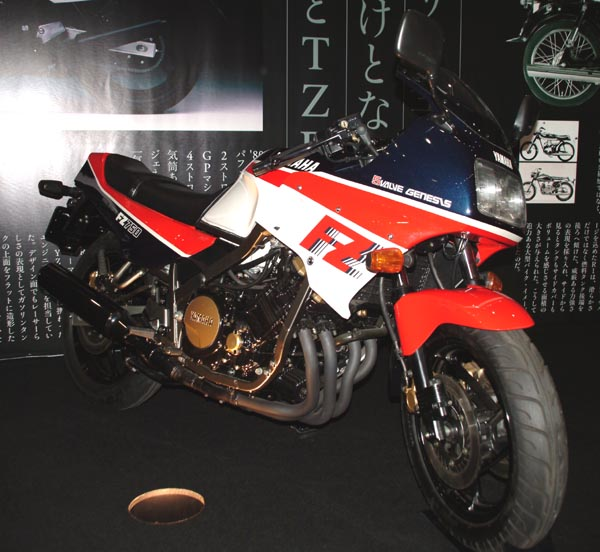
ヤマハFZ750

ヤマハ・FZ750（エフゼットななひゃくごじゅう）はヤマハ発動機が1985年に発売し、1997年迄製造された大型オートバイ。本稿では、派生機種である白バイ仕様のFZ750Pも併記する。

## 概要

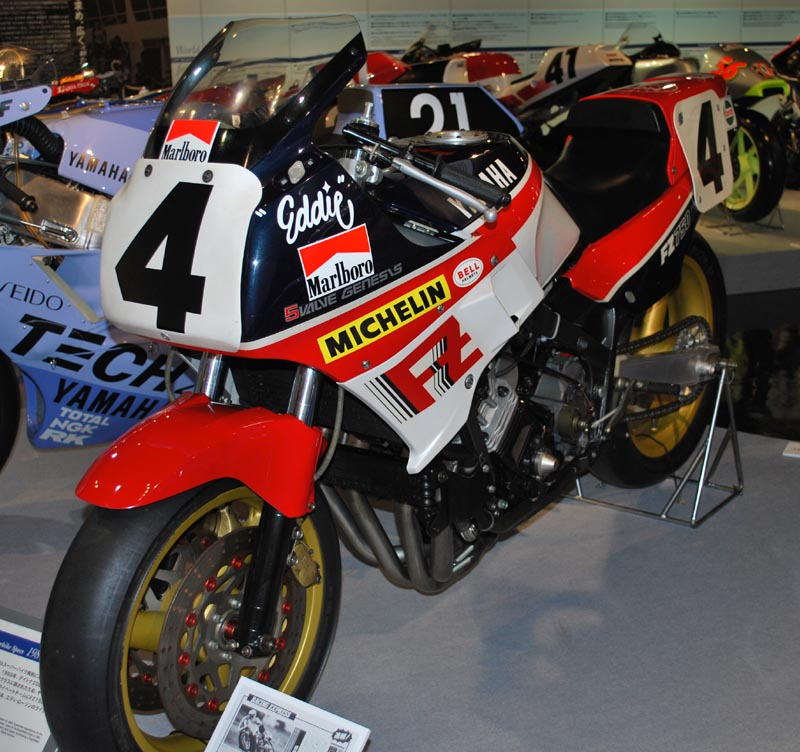
FZ750レース仕様（1986年デイトナ200でE.ローソンが優勝したマシン）

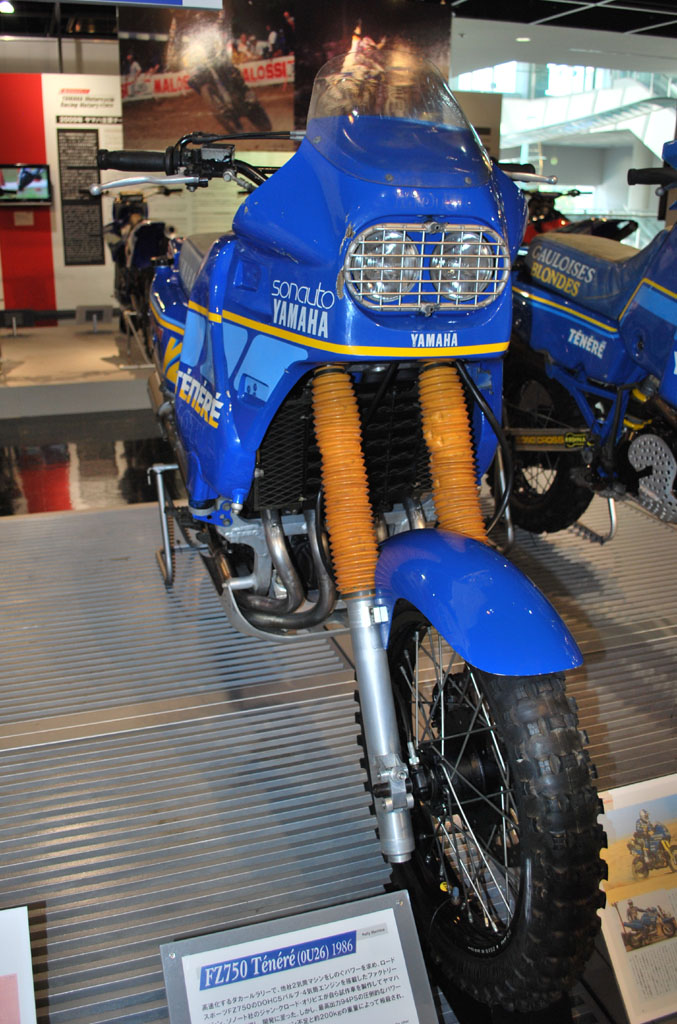
FZT750テネレ

世界初の5バルブDOHC直列4気筒を45度前傾させて搭載したレイアウトは、ヤマハによりGENESIS（ジェネシス）と呼ばれ、エンジンの出力特性とマシンの操縦安定性向上をあわせて追求した画期的なものであった。昭和60年登場時、750ccクラスでは最軽量（200kg強）を誇っていたが、同年秋にレーサーレプリカブームの波に乗る形で生まれたスズキのGSX-R750に圧倒的な差でクラス最軽量の座を奪われ、翌年にFZR750にバトンタッチして国内では短命に終わる。
日本国外では扱いやすいベーシックスポーツとして1994年までに世界で約3万9000台が製造販売された。警察仕様のみ1997年迄生産され、世界各地の警察で白バイとして使われていた。独特のスタイルは根強い人気があり、ホイールやエンジンを載せ換える等のカスタマイズをしたりするベースとされている。特にデイトナ200でのエディ・ローソンが勝ったレースマシーンローソンレプリカとして現在もFZ750をカスタマイズするときの手本となっている。
FZ750の5バルブDOHC並列4気筒エンジンは、ダカール・ラリーに投入された経歴も持っている。1986年、フランスのヤマハ輸入代理店「ソノート・ヤマハ」の社長でもあるジャン＝クロード・オリビエが、1985年仕様のXT600テネレ(0U26)のフレームにFZ750のエンジンを搭載したFZT750テネレ(0U26)を投入した。これはライバルマシンとの最高速度競争に苦慮した末に選択されたものであり、ベースのXT600テネレよりも50kg近い重量増と燃費の悪化というハンデを背負いながらも、12位に入る健闘を見せた。翌1987年には排気量を912ccまでボアアップしたFZT920テネレも投入、最高位はセルジュ・バクーの7位であった。

## 車両解説
エンジンは5バルブDOHC並列4気筒で、市販オートバイへの5バルブ機構の搭載は世界初であり、このエンジンは改良を加えられながら以後のFZR750、FZR1000、サンダーエースへ搭載され、YZF-R1が登場するまで長い間ヤマハスーパースポーツのベースエンジンとなった。
エンジンレイアウトにも特徴があり、シリンダーを45度にまで前傾させた上、シリンダーヘッドから真上に向けてダウンドラフトキャブレターとエアボックスを一直線に配置している。これにより吸気口からシリンダーまでを効率の良いストレートな吸気経路で結ぶと同時に、空いたシリンダー背後の車両重心に近いスペースへ燃料タンクを落とし込み、大きく寝かされたエンジンレイアウトとともに低重心とマス集中を実現し、以後のスーパースポーツの基盤となった。

## モデル一覧

### 国内仕様
1985年 4月 (1FM) ダンピングアジャスター付きフロントフォークやフロント16インチを採用している。日本国内向けは、輸出仕様(2MG型)のモデルチェンジに伴い、1987年で販売を終了した。

### 輸出仕様(1985-1994)

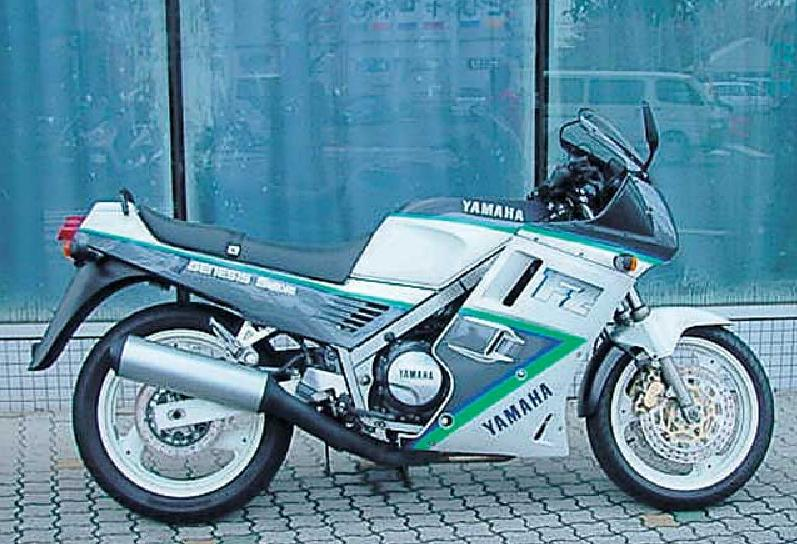
FZ750(3KS)

1985年 （1AE/1FN） 100馬力モデル。シングルヘッドライト（国内仕様はダブル）、バイアスタイヤ（国内仕様はラジアル）、ダンピングアジャスター無し、シートカウルが標準装備となっている。
1987年 （2MG）フルカウル仕様となり、マフラーも集合タイプを採用（4-2-1）。スクリーンも高速ロングクルージングを考え、35mm高くなっている。 
1989年 （3KS）タイヤサイズを変更。フロントを17インチ化し、リヤも「130」から「140」へと若干太くなった。また、フロント・ブレーキキャリパーは「2ピストン」から「4ピストン」へとグレードアップしている。

### 白バイ仕様(FZ750P)

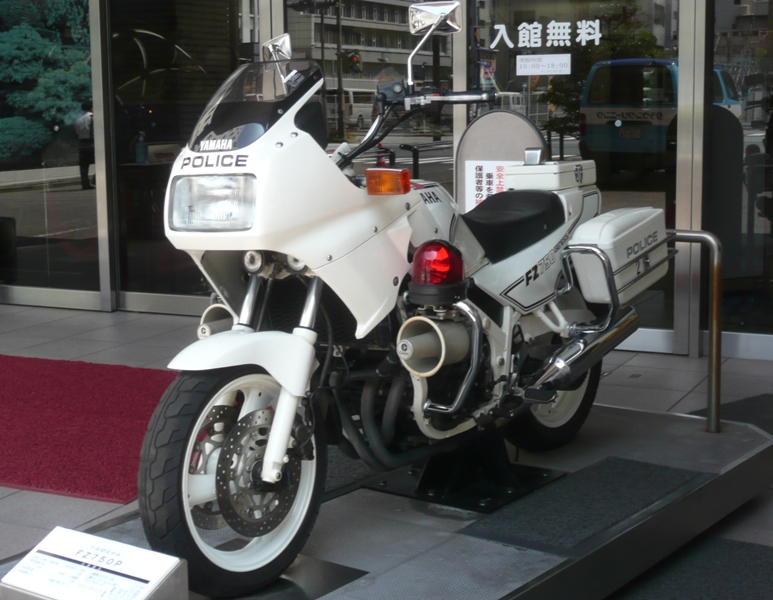
FZ750P(4AS)

- 2KW　フロント16インチタイヤでフェアリング等一切無いネイキッド白バイ、200mm大径ヘッドライト、液晶コンピュータモニタ付きアナログメータ、6段変速。
- 3NE　2KW型にビキニカウルを装備、6段変速。
- 4AS
  - 4AS(1)市販FZに近いカウルを装着、フロント17インチになる。アナログメータの初期ロットとデジタルメータ装備改良版がある。5段変速。アナログメータ車は警視庁向けと輸出向け。
  - 4AS(2) (1)型の色をラジカルホワイトに変更、サイドボックスも大型になる。デジタルメータボディが黒色になる。5段変速。
  - 4AS(3)フルフェアリングを装備。ハンドルレバーのアジャスターが付く。最終型。5段変速。
  - 生産期間が最も長く、レギュラーモデルが1994年で終了したが、1997年迄新車が生産された。ポリスモデルは、ODAによる輸出がされたが、フルフェアリング車は日本国内のみの販売であった。

### FZ750 OU45 ファクトリーレーサー

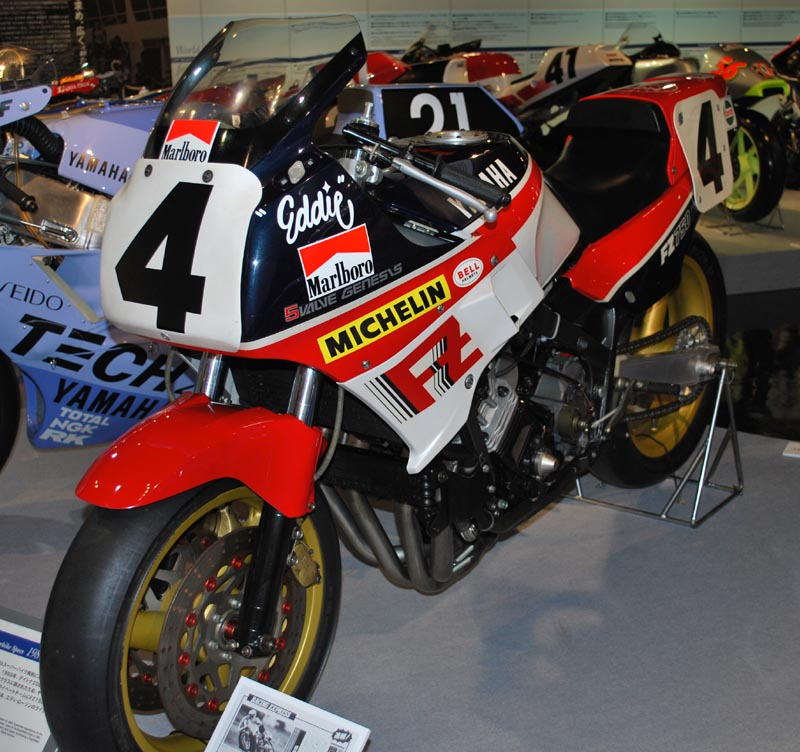
1986 Yamaha FZ750 OU45

市販モデルのFZ750をベースにAMAスーパーバイク選手権のデイトナ200マイルに参戦するために開発された。1985年にAMAデイトナ200マイル選手権がフォーミュラ1クラスからスーパーバイククラスへ変更されたことに伴い、1986年のデイトナ200マイルでエディ・ローソンのライディングにより14回目の優勝を果たした。ケーブル式クラッチ、高性能カムシャフト、乾式クラッチ、オイルクーラーなど多くの珍しいパーツが数多く採用されていた。これら多くのパーツは後に発売されたファクトリーレースキットやFZR750/1000に採用された。最高出力は95.6kW (130PS)以上だった.

### FZ7R50 OW74 フルファクトリー耐久レーサー

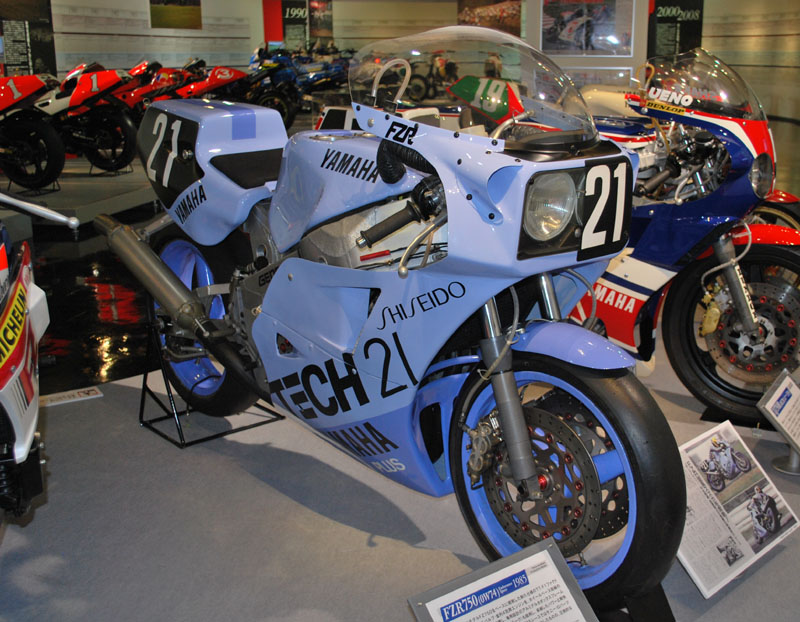
Yamaha FZR750 OW74 1985年鈴鹿8時間耐久レース

市販スポーツモデルのFZ750をベースにした耐久レース仕様のTT-F1ファクトリーマシンである。ホイールベースの短縮とラムエアインテークシステムの採用に適合するため、エンジンはシリンダーの前傾を45度から35度に変更した。Yamaha YZR500に使われる、特別に設計されたアルミデルタボックスフレームが取り付けられた。これらの特徴は1987年のYamaha FZR750/1000にも登場する。1985年鈴鹿8時間耐久レースでは、ケニー・ロバーツと平忠彦が優勝を目前にしたレース終盤でマシントラブルによりリタイアした。